# Radko Martínek
František Lukl, né le 6 juin 1956 à Brno, est un enseignant et homme politique tchèque.